# Nova Rudnea, Ovruci
Nova Rudnea (în ucraineană Нова Рудня) este un sat în comuna Usove din raionul Ovruci, regiunea Jîtomîr, Ucraina.

## Demografie
Componența lingvistică a localității Nova Rudnea
     Ucraineană (96,49%)
     Rusă (1,75%)
     Belarusă (1,75%)
Conform recensământului din 2001, majoritatea populației localității Nova Rudnea era vorbitoare de ucraineană (96,49%), existând în minoritate și vorbitori de rusă (1,75%) și belarusă (1,75%).